# Winterport (condado de Waldo)
Winterport es un lugar designado por el censo ubicado en el condado de Waldo en el estado estadounidense de Maine. En el Censo de 2010 tenía una población de 1.340 habitantes y una densidad poblacional de 79,01 personas por km².

## Geografía
Winterport se encuentra ubicado en las coordenadas 44°38′53″N 68°51′41″O / 44.64806, -68.86139. Según la Oficina del Censo de los Estados Unidos, Winterport tiene una superficie total de 16.96 km², de la cual 15.01 km² corresponden a tierra firme y (11.51%) 1.95 km² es agua.

## Demografía
Según el censo de 2010, había 1.340 personas residiendo en Winterport. La densidad de población era de 79,01 hab./km². De los 1.340 habitantes, Winterport estaba compuesto por el 96.49% blancos, el 0.75% eran afroamericanos, el 0.67% eran amerindios, el 0.82% eran asiáticos, el 0.07% eran isleños del Pacífico, el 0.15% eran de otras razas y el 1.04% pertenecían a dos o más razas. Del total de la población el 0.75% eran hispanos o latinos de cualquier raza.